# Đảo chìm
Đảo chìm là một tập truyện-ký của tác giả Trần Đăng Khoa viết năm 2000, được nhà văn Lê Lựu đánh giá là "Thần bút". Đầu năm 2009, tập sách đã được tái bản đến lần thứ 25.
Tập truyện có 2 phần. Phần 1 với tựa đề Đảo chìm gồm 16 truyện ngắn kể những người lính Quân đội Nhân dân Việt Nam tại Quần đảo Trường Sa mà ông gặp trong thời gian quân ngũ tại đây. Phần 2 có tựa đề Thời sự và ký ức.
Về quá trình viết phần 1, năm 1978 Trần Đăng Khoa hoàn thành một cuốn tiểu thuyết dày 300 trang nhưng không hài lòng vì "đọc lại thấy truyện thật mà hoá giả" nên không in. Nhiều năm sau, tác giả viết lại thành còn khoảng 80 trang, tách thành 16 truyện ngắn độc lập về 16 tình huống khác nhau. Theo Trần Đăng Khoa, 16 truyện ngắn đó xếp thành chuỗi thì thành một cuốn tiểu thuyết 15 chương.

## Tập truyện
| Phần thứ Nhất: Đảo chìm        | Phần thứ Hai: Thời sự và ký ức         |
| ------------------------------ | -------------------------------------- |
| Vị tướng già và chàng lính trẻ | Thời sự làng tôi                       |
| Hòn đảo kỳ lạ                  | Nỗi khổ tâm của một ông Chủ tịch huyện |
| Chim biển                      | Nông dân                               |
| Một xứ sở tự do                | Ký ức tháng Tư                         |
| Nhà thơ của đảo                | Chuyện của một người thu mua giấy vụn  |
| Bữa yến tiệc không thành       | Bóng đá                                |
| Cô tiên trên đảo               | Bi kịch của một người nổi tiếng        |
| Người lính gác Đảo Chìm        | Chuyện ở Quảng Bình                    |
| Tiếng còi tàu đột ngột         | Người của thế kỷ trước                 |
| Nàng An Ta Ra Mê Na            | Huyền thoại chợ tình                   |
| Cuộc biểu diễn không sân khấu  | Thầy cũ                                |
| Sóng gió không từ biển         | Lại chuyện Ê kíp                       |
| Chuyện trên boong              | Con nuôi con đẻ                        |
| Bão biển                       | Người không quen ở nhà mình            |
| Biển mặn                       | Chỉ tại cái chúa xuân                  |
|                                | Lão Chộp                               |
|                                | Kể tiếp chuyện lão Chộp                |
|                                | Lão Chộp và ngài Peter Peterson.       |
|                                | Cuộc chia tay tháng Bảy                |